# Paruline à couronne dorée
Basileuterus culicivorus
Espèce
Répartition géographique
Statut de conservation UICN

 LC  : Préoccupation mineure
La Paruline à couronne dorée (Basileuterus culicivorus) est une espèce de passereaux appartenant à la famille des Parulidae.

## Répartition et sous-espèces
Selon la classification de référence du Congrès ornithologique international (15.1, 2025) :
- B. c. flavescens Ridgway, 1902 — ouest du Mexique ;
- B. c. brasherii (Giraud Jr, 1841) — est du Mexique ;
- B. c. culicivorus (Deppe, 1830) — sud du Mexique et nord de l'Amérique centrale;
- B. c. godmani Berlepsch, 1888 — cordillère de Talamanca et péninsule d'Azuero ;
- B. c. occultus Zimmer, 1949 — cordillère Centrale (Colombie) ;
- B. c. austerus Zimmer, 1949 — cordillère Orientale (Colombie) ;
- B. c. indignus Todd, 1916 — sierra Nevada de Santa Marta ;
- B. c. cabanisi Berlepsch, 1879 — nord-est de la Colombie et nord-ouest du Venezuela ;
- B. c. olivascens Chapman, 1893 — nord-est du Venezuela et Trinité ;
- B. c. segrex Zimmer & W.H. Phelps, 1949 — sud du Venezuela, Guyana et Roraima ;
- B. c. auricapilla (Swainson, 1838) — centre-est du Brésil ;
- B. c. azarae Zimmer, 1949 — est du Payagyay, Uruguay, sud-est du Brésil et ord-est de l'Argentine ;
- B. c. viridescens Todd, 1913 — est de la Bolivie ;
- B. c. hypoleucus (Bonaparte, 1850) — sud-ouest du Brésil, est de la Bolivie et nord-est du Paraguay.

La sous-espèce B. c. hypoleucus a un temps été considérée comme une espèce à part entière (Paruline à ventre blanc, B. hypoleucus), mais cette position n'est pas soutenue par les analyses génétiques (Vilaça & Santos, 2010).
Trois groupements allopatriques de ces sous-espèces ont été reconnus, mais cela n'est pas soutenu par les analyses génétiques (Vilaça & Santos, 2010) :
- le groupe culicivorus en Amérique centrale ;
- le groupe cabanisi dans le nord de l'Amérique du Sud ;
- le groupe auricapillus dans le sud-est de l'Amérique du Sud, au sud du bassin amazonien.